# Filtro prototipo
I filtri prototipo sono progettazioni di filtri che vengono utilizzati come un modello per produrre un progetto di filtro modificato per una particolare applicazione. Essi sono un esempio di progettazione non dimensionata da cui il filtro desiderato può essere scalato o trasformato. Il più delle volte, i filtri prototipo si incontrano in relazione ai filtri elettronici e in particolare ai filtri passivi analogici lineari. Tuttavia, in linea di principio, il metodo può essere applicato ad ogni tipo di filtro lineare o di elaborazione di segnali, compresi i filtri meccanici, acustici e ottici. 

Forme di banda dei filtri: passa-basso, passa-alto, passa-banda, elimina-banda.

Ai filtri si richiede di funzionare a molte diverse impedenze e larghezze di banda. L'utilità di un filtro prototipo discende dalla proprietà che tutti questi altri filtri possono essere derivati da esso applicando un fattore di scala ai componenti del prototipo. La progettazione del filtro deve quindi essere eseguita solo una volta per intero, con gli altri filtri che possono essere ottenuti semplicemente applicando un fattore di scala.
Risulta particolarmente utile la capacità di trasformare una forma di banda in un'altra. In questo caso, la trasformazione è più di una semplice applicazione di un fattore di scala. Qui con forma di banda si indica la categoria di banda passante che il filtro possiede. Le tipiche forme di banda sono passa-basso, passa-alto, passa-banda ed elimina-banda, ma ne sono possibili altre. In particolare, per un filtro è possibile avere bande passanti multiple. Infatti, in alcuni trattati, il filtro elimina-banda è considerato essere un tipo filtro con banda passante multipla che ha due bande passanti. Più comunemente, il filtro prototipo è espresso come filtro passa-basso, ma sono possibili altre tecniche.

## Prototipo passa-basso
Il prototipo è spesso un filtro passa-basso con una frequenza di taglio (in inglese cut-off frequency) a 3 dB corrispondente alla frequenza angolare (o pulsazione) ωc' = 1 rad/s. Occasionalmente, viene usata la frequenza f ' = 1 Hz invece di ωc' = 1. Allo stesso modo, l'impedenza nominale o caratteristica del filtro è posta a R ' = 1 Ω.
In linea di principio, qualsiasi punto corrispondente a una frequenza diversa da zero sulla risposta del filtro potrebbe essere utilizzato come riferimento per la progettazione del prototipo. Per esempio, per filtri con ripple nella bada passante, generalmente la frequenza di taglio è definita come la frequenza più alta al massimo ripple invece che come la frequenza a 3 dB. Un altro caso si ha con i filtri a parametro immagine (una metodo di progettazione più vecchio rispetto ai più moderni filtri di sintesi di rete (network synthesis filters)) che utilizzano la frequenza di taglio piuttosto che il punto a 3 dB poiché il taglio si ha in un punto ben definito con questo tipo di filtro.
Il filtro prototipo può essere usato soltanto per produrre altri filtri della stessa classe e dello stesso ordine. Per esempio, un filtro Bessel prototipo del quinto ordine può essere convertito in un qualsiasi altro filtro Bessel del quinto ordine, ma non può essere trasformato in un filtro Bessel del terzo ordine in un filtro di Chebyshev del quinto ordine.

## Scalatura in frequenza
Il filtro prototipo viene scalato per la frequenza richiesta con la seguente trasformazione:
{\displaystyle i\omega \to \left({\frac {\omega _{c}'}{\omega _{c}}}\right)i\omega }
dove ωc' è il valore del parametro di frequenza (per esempio la frequenza di taglio) per il prototipo e ωc è il valore desiderato. Così se ωc' = 1 allora la funzione di trasferimento del filtro viene trasformata come:
{\displaystyle A(i\omega )\to A\left(i{\frac {\omega }{\omega _{c}}}\right)}
Si può facilmente vedere che per ottenere ciò, i componenti non resistivi del filtro devono essere trasformati da:
{\displaystyle L\to {\frac {\omega _{c}'}{\omega _{c}}}\,L}  and,   {\displaystyle C\to {\frac {\omega _{c}'}{\omega _{c}}}\,C}

## Scalatura in impedenza
La scalatura in impedenza è invariabilmente una scalatura a una resistenza fissa. Questo perché le terminazioni del filtro, almeno nominalmente, sono considerate una resistenza fissa. Per eseguire questa scalatura a un'impedenza nominale R, ogni elemento di impedenza del filtro viene trasformato da:
{\displaystyle Z\to {\frac {R}{R'}}\,Z}
Potrebbe essere più conveniente su alcuni elementi scalare invece l'ammettenza:
{\displaystyle Y\to {\frac {R'}{R}}\,Y}
Si può facilmente vedere che per ottenere ciò, i componenti non resistivi del filtro devono essere scalati come:
{\displaystyle L\to {\frac {R}{R'}}\,L}    and,    {\displaystyle C\to {\frac {R'}{R}}\,C}
La scalatura in impedenza da sola non ha effetto sulla funzione di trasferimento del filtro (a condizione che alle impedenze di terminazione sia applicata la stessa scalatura). Tuttavia, è comune combinare la scalatura in frequenza e la scalatura in impedenza in un singolo passaggio:
{\displaystyle L\to \,{\frac {\omega _{c}'}{\omega _{c}}}\,{\frac {R}{R'}}\,L}  and,   {\displaystyle C\to \,{\frac {\omega _{c}'}{\omega _{c}}}\,{\frac {R'}{R}}\,C}

## Trasformazione di forma di banda
In generale, la forma di banda di un filtro viene trasformata sostituendo iω, dove compare nella funzione di trasferimento, con una funzione di iω. Ciò a sua volta porta alla trasformazione dei componenti del filtro, con la loro impedenza, in qualche altro componente. La scalatura in frequenza discussa sopra è un caso banale della trasformazione di forma di banda corrispondente a una trasformazione da passa-basso a passa-basso.

### Da passa-basso a passa-alto
La trasformazione in frequenza richiesta in questo caso è:
{\displaystyle {\frac {i\omega }{\omega _{c}'}}\to {\frac {\omega _{c}}{i\omega }}}
dove ωc è il punto per il filtro passa-alto corrispondente a ωc' per il prototipo. La funzione di trasferimento si trasforma quindi come:
{\displaystyle A(i\omega )\to A\left({\frac {\omega _{c}\,\omega _{c}'}{i\omega }}\right)}
Gli induttori si trasformano in condensatori secondo la relazione:
{\displaystyle L'\to C={\frac {1}{\omega _{c}\,\omega _{c}'\,L'}}}
e i condensatori si trasformano in induttori secondo la relazione:
{\displaystyle C'\to L={\frac {1}{\omega _{c}\,\omega _{c}'\,C'}}\,\,};
le quantità interessate sono il valore del componente nel prototipo.

### Da passa-basso a passa-banda
In questo caso, la trasformazione in frequenza richiesta è:
{\displaystyle {\frac {i\omega }{\omega _{c}'}}\to Q\left({\frac {i\omega }{\omega _{0}}}+{\frac {\omega _{0}}{i\omega }}\right)}
dove Q è il fattore di merito ed è ugualel all'inverso della larghezza di banda frazionaria:
{\displaystyle Q={\frac {\omega _{0}}{\Delta \omega }}}
Se ω1 ed ω2 sono (rispettivamente) i punti corrispondenti alla frequenza inferiore e a quella superiore della risposta di banda passante in corrispondenza a ωc' del prototipo, allora,
{\displaystyle \Delta \omega =\omega _{2}-\omega _{1}\,}   ed    {\displaystyle \omega _{0}={\sqrt {\omega _{1}\omega _{2}}}}
Δω è la larghezza di banda assoluta, ed ω0 è la frequenza di risonanza dei risonatori nel filtro. Si noti che la scalatura in frequenza del prototipo prima della trasformazione da passa-basso a passa-banda non influisce sulla frequenza di risonanza, ma influisce invece sulla larghezza di banda finale del filtro.
La funzione di trasferimento del filtro viene trasformata according secondo la relazione:
{\displaystyle A(i\omega )\to A\left(\omega _{c}'Q\left[{\frac {i\omega }{\omega _{0}}}+{\frac {\omega _{0}}{i\omega }}\right]\right)}
Gli induttori vengono trasformati in risonatori in serie:
{\displaystyle L'\to L={\frac {\omega _{c}'Q}{\omega _{0}}}L'\,,\,C={\frac {1}{\omega _{0}\omega _{c}'Q}}{\frac {1}{L'}}}
e i condensatori vengono trasformati in risonatori in parallelo:
{\displaystyle C'\to C={\frac {\omega _{c}'Q}{\omega _{0}}}C'\,\lVert \,L={\frac {1}{\omega _{0}\omega _{c}'Q}}{\frac {1}{C'}}}

### Da passa-basso a elimina-banda
La trasformazione di frequenza richiesta per la trasformazione da passa-basso a elimina-banda è:
{\displaystyle {\frac {\omega _{c}'}{i\omega }}\to Q\left({\frac {i\omega }{\omega _{0}}}+{\dfrac {\omega _{0}}{i\omega }}\right)}
Gli induttori vengono trasformati in risonatori in parallelo: ,
{\displaystyle L'\to L={\frac {\omega _{c}'}{\omega _{0}Q}}L'\,\lVert \,C={\frac {Q}{\omega _{0}\omega _{c}'}}{\frac {1}{L'}}}
e i condensatori vengono trasformati in risonatori in serie:
{\displaystyle C'\to C={\frac {\omega _{c}'}{\omega _{0}Q}}C'\,,\,L={\frac {Q}{\omega _{0}\omega _{c}'}}{\frac {1}{C'}}}

### Da passa-basso a multi-banda
È possibile ottenere filtri con bande bassanti multiple applicando la trasformazione generale:
{\displaystyle {\frac {\omega _{c}'}{i\omega }}\to {\dfrac {1}{Q_{1}\left({\dfrac {i\omega }{\omega _{01}}}+{\dfrac {\omega _{01}}{i\omega }}\right)}}+{\dfrac {1}{Q_{2}\left({\dfrac {i\omega }{\omega _{02}}}+{\dfrac {\omega _{02}}{i\omega }}\right)}}+\cdots }
Il numero di risonatori nell'espressione corrisponde al numero di bande passanti richiesto. 
I filtri passa-basso e passa-alto possono essere visti come casi speciali dell'espressione con i risonatori con uno o l'altro dei termini che tende a zero a seconda dei casi. I filtri elimina-banda possono essere considerati come una combinazione di un filtro passa-basso e di uno passa-alto. I filtri elimina-banda multipli possono sempre essere espressi in termini di un filtro passa-banda multiplo. In questo modo, si può vedere che questa trasformazione rappresenta il caso generale per qualsiasi forma di banda e tutte le altre trasformazioni devono essere viste come casi speciali di essa.
La stessa risposta può essere ottenuta in modo equivalente, talvolta con una topologia di componenti più conveniente, con una trasformazione in un filtro elimina-banda multiplo invece che un passa-banda multiplo. La trasformazione richiesta in questi casi è:
{\displaystyle {\frac {i\omega }{\omega _{c}'}}\to {\dfrac {1}{Q_{1}\left({\dfrac {i\omega }{\omega _{01}}}+{\dfrac {\omega _{01}}{i\omega }}\right)}}+{\dfrac {1}{Q_{2}\left({\dfrac {i\omega }{\omega _{02}}}+{\dfrac {\omega _{02}}{i\omega }}\right)}}+\cdots }

## Prototipo alternativo
Nel suo trattato sui filtri immagine, Zobel fornì una base alternativa per la costruzione di un prototipo non basato nel dominio della frequenza. I prototipi di Zobel, perciò, non corrispondono ad alcuna forma particolare di banda, ma possono essere trasformati in una qualsiasi di esse. Non attribuire un significato speciale ad alcuna forma di banda rende il metodo matematicamente più piacevole; tuttavia, non è di uso comune.
Il prototipo di Zobel considera le sezioni di filtro, piuttosto che i componenti. In altre parole, la trasformazione viene eseguita su una rete due porte piuttosto che su un induttore o condensatore a due terminali. La funzione di trasferimento è espressa in termini del prodotto tra l'impedenza in serie, Z, e l'ammettenza in shunt, Y, di una semisezione del filtro. Consultare l'articolo Impedenza immagine per una descrizione delle semisezioni. Questa quantità è adimensionale, senza ledere la generalità della trattazione del prototipo. In generale, ZY è una quantità complessa,
{\displaystyle ZY=U+iV\,\!} e poiché U e V sono entrambe, in generale, funzioni di ω, correttamente dovremmo scrivere:
{\displaystyle ZY=U(\omega )+iV(\omega )\,\!}
Con i filtri immagine, è possibile ottenere filtri di classi differenti dal prototipo di filtro a costante k per mezzo di un diverso tipo di trasformazione (consultare Filtro immagine composto), essendo filtri a costante k quei filtri per i quali Z/Y è una costante. Per questa ragione, i filtri di tutte le classi vengono dati in termini di U(ω) per una costante k, che viene indicata come:
{\displaystyle ZY=U_{k}(\omega )+iV_{k}(\omega )\,\!}
Nel caso di reti non dissipative, cioè prive di resistori, la quantità V(ω) è nulla e deve essere considerata soltanto U(ω).  Uk(ω) varia da 0 al centro della banda passante a -1 alla frequenza di taglio e poi continua ad aumentare negativamente nella banda che viene eliminata indipendentemente dalla forma di banda del filtro che si sta progettando. Per ottenere la forma di banda richiesta, vengono utilizzate le seguenti trasformazioni:
Per un prototipo a costante k passa-basso che viene scalato:
{\displaystyle R_{0}=1\,,\,\omega _{c}=1}
la variabile indipendente del grafico della risposta è:
{\displaystyle U_{k}(\omega )=-\omega ^{2}\,\!}
Le trasformazioni di forma di banda da questo prototipo sono:
per un passa-basso, {\displaystyle U_{k}(\omega )\to \left({\frac {i\omega }{\omega _{c}}}\right)^{2}}
per un passa-alto, {\displaystyle U_{k}(\omega )\to \left({\frac {\omega _{c}}{i\omega }}\right)^{2}}
e per un passa-banda, {\displaystyle U_{k}(\omega )\to Q^{2}\left({\frac {i\omega }{\omega _{0}}}+{\frac {\omega _{0}}{i\omega }}\right)^{2}}